# Милованов, Леонид Петрович
Леонид Петрович Милованов (род. в Липецке в 1949 году) — советский и российский хореограф, педагог, основал и руководит государственным ансамблем театра танца «Казаки России». Народный артист РФ (2010).

## Биография
Отец был гармонистом. Старший брат Милованова работал музыкальным руководителем Кубанского народного хора в Краснодаре, заслуженный артист. Милованов родился в городе Липецке в 1949 году. Окончил Задонское училище культуры. Армейскую службу проходил в Государственном ансамбле песни и пляски Московского военного округа. Окончил Московский институт культуры. Работал балетмейстером на Кубани. 
В 1990 году основал государственный ансамбль танца «Казаки России». Под его руководством ансамбль выступал более чем в 30 странах мира, таких как: США, Великобритания, Франция, Германия, Ближний Восток, КНДР, Абхазия и т. д. Основной репертуар ансамбля составляют песни и танцы: терских, волжских, некрасовских казаков, военных казаков Дона и другие с такими композициями как: мотания, калинка, черкесская и т. п. 
В 2001 году Милованов встречается с королевой Англии Елизаветой II после выступления его ансамбля на Эдинбургском фестивале «Military Tattoo» на котором присутствовала английская королева. В 2005 году он получает гран-при за участие в XXIII международном фестивале искусства «Апрельская весна» проходившем в Пхеньяне. В 2010 году он организовывает Международный ежегодный фестиваль "Друзья в гостях у «Казаков России». В 2012 году он руководитель Народного штаба общественной поддержки на выборах Президента РФ В. В. Путина, за что получил благодарственное письмо от Президента РФ В. В. Путина. В мае 2012 года он опять встречается с королевой Англии Елизаветой II. Ансамбль его выступил в Букингемском дворце в честь празднования 60-летия правления Елизаветы II. В 2014 году Милованов нёс Олимпийский огонь по улицам Липецка. Ансамбль выступал в культурной программе Олимпиады в Сочи 2014. За это выступления коллектив был награждён памятной Грамотой от президента МОК и президента Оргкомитета XXII зимних Олимпийских игр. Л. П. Милованов входит в состав жюри Международного фестиваля-конкурса инициированного народным артистом России В. К. Нестеровым, а в 2013 году является председателем жюри. Также Милованов является членом правления казачьего общества и советником атамана по культуре.
В 2024 году являлся доверенным лицом кандидата в президенты России Владимира Путина.

## Награды
- Орден «За заслуги в культуре и искусстве» (2024) — ...за большой вклад в развитие отечественной культуры и искусства, многолетнюю плодотворную деятельность...[17]
- Народный артист Российской Федерации (2010) — ...за большие заслуги  в  области  искусства...[2]
- Заслуженный артист Российской Федерации (1997) — ...за заслуги в области искусства...[18]
- Премия Правительства Российской Федерации в области культуры (2014) — ...за создание вокально-хореографической программы «Радуга Победы»...[19]

## Семья
- Жена Галина — хормейстер вокальной группы ансамбля «Казаки России», заслуженная артистка.
- Дочь Катя — балетмейстер и артистка балета «Казаки России», балетмейстер и руководитель коллектива «Universe» (Москва), педагог[20][21][22].